# Anna Bjelkerud
Anna Carina Lovisa Bjelkerud, född 18 juli 1959 i Malmö, är en svensk skådespelare.

## Biografi
Bjelkerud ingår i Göteborgs Stadsteaters fasta ensemble. Hon har bland annat medverkat i uppsättningar som Anna Karenina (titelrollen), Ett dockhem och Tre systrar. I TV- och filmsammanhang har hon synts i TV-serier som Hammarkullen och Upp till kamp.
Vid Guldbaggegalan 2014 tilldelades Bjelkerud en Guldbagge i kategorin Bästa kvinnliga biroll för sin roll som Pernilla i Lisa Langseths film Hotell.

## Filmografi
- 1988 – Enligt beslut
- 1990 – Hem till byn (TV-serie) (även 1995)
- 1990 – Greger Olsson köper en bil
- 1991 – Farlig vision
- 1994 – Handbok för handlösa (TV-serie)
- 1995 – - men glassbilen kommer
- 1995 – Nadja
- 1997 – Tigerhjärta
- 1997 – Tinnitus Blues
- 1997 – Hammarkullen (TV-serie)
- 1998 – Den 8:e sången
- 1998 – Rena rama Rolf (TV-serie)
- 1998 – Svenska hjärtan (TV-serie)
- 1998 – När karusellerna sover (TV-serie)
- 2000 – Sjätte dagen (TV-serie)
- 2001 – Confession – en doft av sanning
- 2001 – En ängels tålamod (TV-serie)
- 2001 – Anderssons älskarinna (TV-serie)
- 2001 – Hem ljuva hem
- 2004 – Danslärarens återkomst
- 2004 – Orka! Orka! (TV-serie)
- 2004 – Kommissarie Winter (TV-serie)
- 2005 – Steget efter
- 2006 – Bota mig! (TV-serie)
- 2006 – Den som viskar (TV-serie)
- 2007 – Upp till kamp (TV-serie)
- 2008 – Chaque minute
- 2009 – Håll om mig
- 2010 – Olycksfågeln
- 2010 – Wallander – Vålnaden
- 2010 – Ond tro
- 2012 – Call Girl
- 2013 – Hotell
- 2014 – Vännerna
- 2014 – Hallonbåtsflyktingen
- 2014–2015 – Blå ögon (TV-serie)
- 2015 – Ängelby (TV-serie)
- 2016 – Jätten
- 2017 – Torpederna (TV-serie)
- 2017 – Saknad (TV-serie)
- 2017 – Farang (TV-serie)
- 2017–2019 – Vår tid är nu (TV-serie)
- 2017 – Jordskott (TV-serie)
- 2017 – Alex (TV-serie)
- 2017 – Dröm vidare
- 2018 – Sjölyckan (TV-serie)
- 2018 – Springfloden (TV-serie)
- 2018 – Andra åket (TV-serie)
- 2019 – Störst av allt (TV-serie)
- 2019 – En komikers uppväxt
- 2019 – Fartblinda (TV-serie)
- 2020 – Lasse-Majas detektivbyrå – Tågrånarens hemlighet
- 2021 – Zebrarummet (TV-serie)
- 2021 – Sagan om Karl-Bertil Jonssons julafton
- 2022 – Comedy Queen
- 2023 – Detektiven från Beledweyne (TV-serie)
- 2024 – Bäckström (TV-serie)
- 2025 – Vi på Saltkråkan (TV-serie)

## Teater

### Roller
| År   | Roll                                 | Produktion | Regi                                  | Teater                |
| ---- | ------------------------------------ | --- | ------------------------------------- | --------------------- |
| 1997 | Jenny                                | Tolvskillingsoperan (Die Dreigroschenoper) Bertolt Brecht och Kurt Weill | Gunilla Berg                          | Göteborgs stadsteater |
| 2002 |                                      | Pelle Snusk (Shockheaded Peter) Julian Crouch och Phelim McDermott | Carolina Frände                       | Göteborgs stadsteater |
| 2003 |                                      | Allt eller inget (The Full Monty) Terrence McNally och David Yazbek | Åsa Melldahl                          | Göteborgs stadsteater |
| 2003 |                                      | Fångarnas dilemma (The Prisoner's Dilemma) David Edgar | Jasenko Selimović                     | Göteborgs stadsteater |
| 2005 |                                      | Björnen (Медведь) Anton Tjechov | Erik Ståhlberg                        | Gunnebo slottsteater  |
| 2005 | Frieriet (Predloženie) Anton Tjechov | | Erik Ståhlberg                        | Gunnebo slottsteater  |
| 2006 |                                      | Woyzeck Georg Büchner | Stefan Metz                           | Göteborgs Stadsteater |
| 2007 |                                      | Romeo och Julia (The Tragedy of Romeo and Juliet) William Shakespeare | Maria Löfgren                         | Göteborgs stadsteater |
| 2007 |                                      | På stranden av världen (On the Shore of the Wide World) Simon Stephens | Ronnie Hallgren                       | Göteborgs stadsteater |
| 2008 |                                      | Sista dansen Carin Mannheimer | Carin Mannheimer                      | Göteborgs stadsteater |
| 2011 |                                      | Antigone (Ἀντιγόνη) Sofokles | Ronnie Hallgren Mgunga Mwa Mnyenyelwa | Göteborgs stadsteater |
| 2012 |                                      | Affären Danton (Sprawa Dantona) Stanislawa Przybyszewska | Andrés Lima                           | Göteborgs stadsteater |
| 2014 | Elin                                 | Natten är dagens mor Lars Norén | Dennis Sandin                         | Göteborgs stadsteater |
| 2015 | Fru Elvsted                          | Hedda Gabler Henrik Ibsen | Emil Graffman                         | Göteborgs Stadsteater |
| 2017 | Majorskan                            | Gösta Berlings saga Selma Lagerlöf | Rikard Lekander                       | Göteborgs stadsteater |
| 2019 | Ensemble                             | Little Shop of Horrors Alan Menken och Howard Ashman | Angelina Stojčevska                   | Göteborgs stadsteater |
| 2019 | Mary Tyrone                          | Lång dags färd mot natt (Long Day's Journey into Night) Eugene O’Neill | Emil Graffman                         | Göteborgs stadsteater |
| 2021 |                                      | Idlaflickorna Kristina Lugn | Mellika Melouani Melani               | Göteborgs stadsteater |
| 2022 | Direktör Coulmier                    | Mordet på Marat (Die Verfolgung und Ermordung Jean Paul Marats, dargestellt durch die Schauspielgruppe des Hospizes zu Charenton unter Anleitung des Herrn de Sade) Peter Weiss | Jan Klata                             | Göteborgs stadsteater |
| 2024 |                                      | Pinocchio Carlo Collodi | Katrine Wiedemann                     | Göteborgs stadsteater |

## Priser och utmärkelser
- 2003 - Svenska Akademins Teaterstipendium
- 2014 - Guldbagge för bästa kvinnliga biroll[3]
- 2017 Doris Filmgenipris

### Fotnoter
1. ↑  ”Anna Bjelkerud”. Svensk Filmdatabas. http://sfi.se/sv/svensk-filmdatabas/Item/?type=PERSON&itemid=196792&iv=OVERVIEW. Läst 5 augusti 2012.
2. ↑  ”Anna Bjelkerud”. Göteborgs Stadsteater. Arkiverad från originalet den 5 september 2012. https://web.archive.org/web/20120905023832/http://www.stadsteatern.goteborg.se/om-oss/konstnarlig-personal/anna-be/. Läst 5 augusti 2012.
3. 1 2  ”Guldbaggen 2014 - alla vinnarna”. Svenska filminstitutet. Arkiverad från originalet den 3 februari 2014. https://web.archive.org/web/20140203093000/http://sfi.se/sv/Nyheter/Nyheter-om-svensk-film/Guldbaggen-2014---alla-vinnarna/. Läst 21 januari 2014.
4. ↑  Martin Nyström (9 mars 1997). ”'Tolvskillingsoperan' på 70-talet med groovig jazz och latinsk kryddning”. Dagens Nyheter. https://www.dn.se/arkiv/teater/granser-for-oheliga-allianser-rattelse-visserligen-utmarks-tolvskillingsoperan-av-de-mest-oheliga/. Läst 2 oktober 2021.
5. ↑  Mikael Löfgren (5 mars 2003). ”Vågen går i Göteborg. Publiken jublar när pojkarna visar allt.”. Dagens Nyheter. https://www.dn.se/arkiv/kultur/vagen-gar-i-goteborg-publiken-jublar-nar-pojkarna-visar-allt/. Läst 2 oktober 2021.
6. ↑  Josefin Gabrielson (21 juli 2005). ”Svettigt genrep på Gunnebo”. Göteborgs-Posten. http://www.gp.se/n%C3%B6je/svettigt-genrep-p%C3%A5-gunnebo-1.1146520. Läst 1 juli 2016.
7. ↑  Mikael Löfgren (28 september 2014). ”Koncentrerad Norénpjäs. Alkoholens konsekvenser i fokus i naturalistiskt kammarspel”. Dagens Nyheter. https://www.dn.se/arkiv/kultur/koncentrerad-norenpjas-alkoholens-konsekvenser-i-fokus-i-naturalistiskt-kammarspel/. Läst 6 mars 2022.